# Албуйшек
Албуйшек, Альбуйшек (ісп. Albuixech (офіційна назва), валенс. Albuixec) — муніципалітет в Іспанії, у складі автономної спільноти Валенсія, у провінції Валенсія. Населення — 3960 осіб (2010).

## Географія
Муніципалітет розташований на відстані близько 300 км на схід від Мадрида, 9 км на північ від Валенсії.

## Демографія
Динаміка населення (INE ):

## Галерея зображень

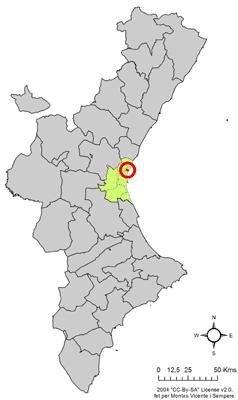
Розташування муніципалітету Албуйшек у автономній спільноті Валенсія
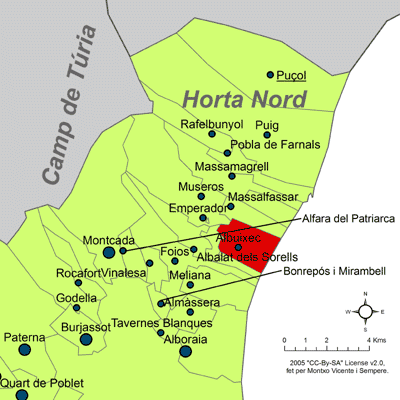
Розташування муніципалітету Албуйшек у комарці Уерта-Норте
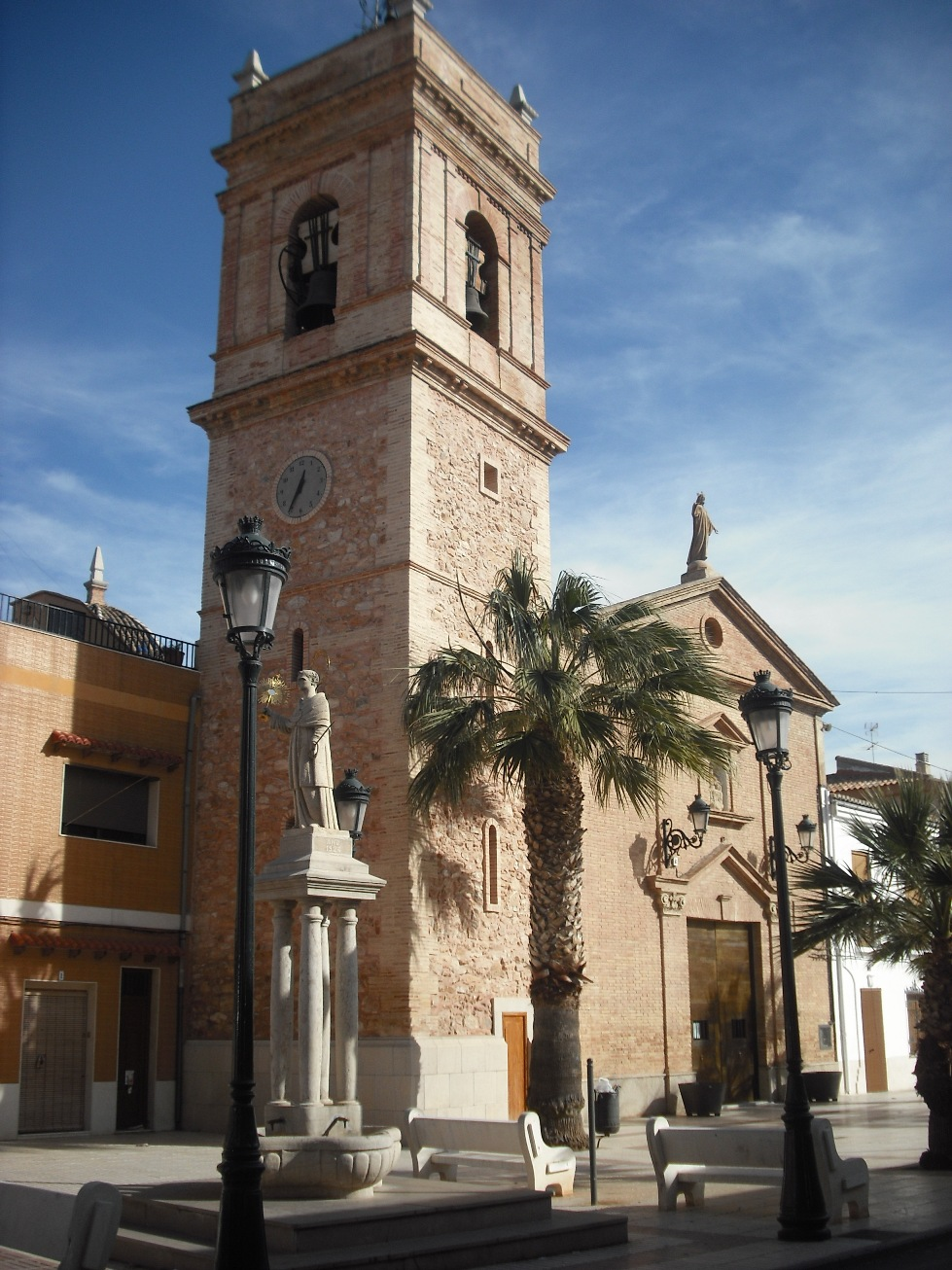
Церква в Албуйшеку